# Silentó
Ricky Lamar Hawk (* 22. Januar 1998 in Atlanta, Georgia), besser bekannt unter seinem Künstlernamen Silentó, ist ein US-amerikanischer Rapper. Seine Debüt-Single Watch Me (Whip/Nae Nae) erreichte Platz 3 in den Billboard Hot 100. Hawk sprach offen über seine schwere Kindheit und mentalen Probleme. Nach diversen Verhaftungen aufgrund von kleineren Delikten wurde er im Februar 2020 wegen Mordverdachts an seinem Cousin festgenommen. 2025 wurde er wegen Mordes zu einer Haftstrafe von 30 Jahren verurteilt.

## Durchbruch
Silentó nahm seinen Debüthit Watch Me im Dezember 2014 auf.
Schon bevor Silentó es als seine Debüt-Single veröffentlicht hatte, war das Lied Watch Me lokal bekannt geworden durch seine Auftritte in seiner Schule, bei denen er das Lied sang und die dazugehörige Tanzdarbietung aufführte. Der Tanz besteht aus einer Kombination von Tanzschritten aus dem texanischen Swingtanz Whip, dem Nae-Nae-Tanz, choreografiert für das Lied Drop That NaeNae von We Are Toonz, und den Stanky-Legg-Tanz, choreografiert für das Lied Stanky Legg von GS Boyz.
Als der in Atlanta ansässige Rapper Silentó im Frühjahr 2015 seine Single Watch Me unabhängig veröffentlichte, hatte er bereits nach einer Woche mehr als 2,5 Millionen US-Streams. Innerhalb weniger Wochen wurden auf Youtube viele Videos von Fans seiner Tanzdarbietung erstellt, in denen sie seine Choreografie zu seiner Musik nachahmten. Mehrere dieser Videos kommen auf Abrufzahlen im ein- und zweistelligen Millionenbereich. Die Single erreichte zunächst Platz 33 der Billboard Hot R & B / Hip-Hop Songs Charts, stieg eine Woche später in die Billboard Hot 100-Charts auf Platz 86 ein und erreichte als höchstes bisher Platz 3.
Die Single platzierte sich auf Platz 10 der US-amerikanischen iTunes-Charts. Ende April 2015 hat Silento einen Vertrag bei Capitol unterzeichnet. Am 25. Juni 2015 trat Silentó als musikalischer Gast in der Fernsehnachrichtensendung Good Morning America auf. In Australien stieg die Single Watch Me Ende Juni 2015 auf Platz 47 in den Single-Charts ein und in der Folgewoche auf Platz 28. Watch Me wurde am 16. September 2015 in der Auftaktfolge Stunning and Brave der 19. Staffel von South Park gespielt.

## Diskografie
Singles
- 2015: Watch Me (Whip / Nae Nae)
- 2016: Get Em[14]
- 2017: Like It Like It (mit Marcus & Martinus)

Gastbeiträge
- 2015: Dessert (Dawin feat. Silentó)

## Auszeichnungen für Musikverkäufe
| Goldene Schallplatte - Italien - 2016: für die Single Watch Me (Whip / Nae Nae) - Schweden - 2015: für die Single Watch Me (Whip / Nae Nae) Platin-Schallplatte - Dänemark - 2016: für die Single Watch Me (Whip / Nae Nae) - 2016: für die Single Dessert - Neuseeland - 2015: für die Single Watch Me (Whip / Nae Nae) - Polen - 2016: für die Single Watch Me (Whip / Nae Nae) | 2× Platin-Schallplatte - Australien - 2016: für die Single Watch Me (Whip / Nae Nae) - Kanada - 2016: für die Single Watch Me (Whip / Nae Nae) 3× Diamantene Schallplatte - Brasilien - 2024: für die Single Watch Me (Whip / Nae Nae) |

Anmerkung: Auszeichnungen in Ländern aus den Charttabellen bzw. Chartboxen sind in ebendiesen zu finden.
| Land/RegionAuszeichnungen für Musikverkäufe (Land/Region, Auszeichnungen, Verkäufe, Quellen) | Gold     | Platin       | Diamant     | Verkäufe  | Quellen                   |
| -------------------------------------------------------------------------------------------- | -------- | ------------ | ----------- | --------- | ------------------------- |
| Australien (ARIA)                                                                            | —        | 2× Platin2   | —           | 140.000   | aria.com.au               |
| Brasilien (PMB)                                                                              | —        | —            | 3× Diamant3 | 750.000   | pro-musicabr.org.br       |
| Dänemark (IFPI)                                                                              | —        | 2× Platin2   | —           | 120.000   | ifpi.dk                   |
| Deutschland (BVMI)                                                                           | Gold1    | —            | —           | 200.000   | musikindustrie.de         |
| Italien (FIMI)                                                                               | Gold1    | —            | —           | 25.000    | fimi.it                   |
| Kanada (MC)                                                                                  | —        | 2× Platin2   | —           | 160.000   | musiccanada.com           |
| Neuseeland (RMNZ)                                                                            | —        | Platin1      | —           | 30.000    | aotearoamusiccharts.co.nz |
| Polen (ZPAV)                                                                                 | —        | Platin1      | —           | 20.000    | olis.pl                   |
| Schweden (IFPI)                                                                              | Gold1    | —            | —           | 20.000    | sverigetopplistan.se      |
| Vereinigte Staaten (RIAA)                                                                    | —        | 6× Platin6   | —           | 6.000.000 | riaa.com                  |
| Vereinigtes Königreich (BPI)                                                                 | Gold1    | —            | —           | 400.000   | bpi.co.uk                 |
| Insgesamt                                                                                    | 4× Gold4 | 14× Platin14 | 3× Diamant3 |           |                           |